# 차유나
차유나(1986년 3월 1일 ~ )는 대한민국의 현직 MBN 아나운서다.

## 학력
- 2005년 3월 ~ 2012년 2월 중앙대학교 정치외교학과 학사 (졸업)

## 경력
- 2009년 7월 1일  ~ 2011년 7월 31일  : KBS 포항방송국 아나운서
- 2011년 8월 1일 ~ 현재 : MBN 아나운서
- 2017년 10월 서울은평경찰서 홍보대사

## 방송 활동
- MBN 뉴스와이드 주말
- MBN 토요포커스
- MBN 종합뉴스